# Niespodzianka z Szanghaju
Niespodzianka z Szanghaju (Shanghai Surprise) – brytyjski film komediowo-przygodowy z 1986 roku na podstawie powieści Faraday’s Flowers Tony’ego Kenricka. Był to pierwszy i jedyny film Madonny i jej ówczesnego męża Seana Penna.

## Obsada
- Sean Penn – Glendon Wasey
- Madonna – Gloria Tatlock
- Paul Freeman – Walter Faraday
- Richard Griffiths – Willie Tuttle
- Philip Sayer – Justin Kronk
- Clyde Kusatsu – Joe Go
- George Harrison – Night Club Singer
- Victor Wong – Ho Chong

## Nagrody i nominacje
Złota Malina 1986
- Najgorsza aktorka – Madonna
- Najgorszy film – John Kohn (nominacja)
- Najgorsza reżyseria – Jim Goddard (nominacja)
- Najgorszy scenariusz – John Kohn, Robert Bentley (nominacja)
- Najgorsza piosenka – Shanghai Surprise – muz. i sł. George Harrison (nominacja)
- Najgorszy aktor – Sean Penn (nominacja)